# سور العز
سور العز (به فرانسوی: Sour El Aaz) یک منطقهٔ مسکونی در مراکش است که در استان قلعه سراغنه واقع شده‌است. سور العز ۳٬۹۰۱ نفر جمعیت دارد.